# Aljaž Bratec
Aljaž Bratec (Lubiana, 31 maggio 1998) è un cestista sloveno.